# Afrikaanse beker der kampioenen 1968
De Afrikaanse beker der kampioenen 1968 was de vierde editie van de beker voor landskampioenen voetbal in Afrika.

## Voorronde
| Team 1             | Tot. | Team 2           | 1e wedstr. | 2e wedstr. |
| ------------------ | ---- | ---------------- | ---------- | ---------- |
| Etoile du Congo    | w.o  | Mighty Blackpool | w.o        |            |
| FAR Rabat          | w.o  | Augustinians     | w.o        |            |
| Police (Mogadishu) | w.o  | Cosmopolitans    | w.o        |            |
| Secteur 6          | 2-4  | US Ouagadougou   | 1-1        | 1-3        |

## Eerste Ronde
| Team 1             | Tot.  | Team 2                 | 1e wedstr. | 2e wedstr. |
| ------------------ | ----- | ---------------------- | ---------- | ---------- |
| Abaluhya United    | 4-2   | Saint-George SA        | 1-1        | 3-1        |
| Africa Sports      | 6-4 w | TP Englebert           | 2-0        | 4-4        |
| Etoile du Congo    | 4-6   | Oryx Douala            | 1-2        | 3-4        |
| FAR Rabat          | 3-0   | Foyer France           | 2-0        | 1-0        |
| Mighty Barolle     | x     | Conakry II             | 1-2        | x          |
| Police (Mogadishu) | 2-4   | Al-Mourada             | 1-1        | 1-3        |
| Stationery Stores  | 4-4 y | Cape Coast Dwarfs      | 3-2        | 1-2        |
| US Ouagadougou     | 1-6   | Etoile Filante de Lomé | 1-4        | 0-2        |

- x - Mighty Barolle gediskwalificeerd door de uitsluiting van Liberia door de FIFA d
- y - Stationery Stores wint na de Toss
- w - Africa Sports werd gediskwalificeerd omdat ze een niet speelgerechtigde speler opstelde.

## Kwartfinale-Finales
| Team 1                 | Tot.  | Team 2            | 1e wedstr. | 2e wedstr. |
| ---------------------- | ----- | ----------------- | ---------- | ---------- |
| Abaluhya United        | 4-3   | Al-Mourada        | 3-0        | 1-3        |
| TP Englebert           | 5-0   | Oryx Douala       | 3-0        | 2-0        |
| FAR Rabat              | 2-2 x | Stationery Stores | 1-0        | 1-2        |
| Etoile Filante de Lomé | w.o   | Conakry II        | 3-0        | w.o        |

x De play-off werd gespeeld in Dakar en FAR Rabat won (pas na) een Toss

## Halve finale
| Team 1          | Tot. | Team 2                 | 1e wedstr. | 2e wedstr. |
| --------------- | ---- | ---------------------- | ---------- | ---------- |
| Abaluhya United | 2-3  | Etoile Filante de Lomé | 2-0        | 0-4        |
| TP Englebert    | 4-2  | FAR Rabat              | 1-1        | 3-1        |

## Finale
| Team 1       | Tot. | Team 2                 | 1e wedstr. | 2e wedstr. |
| ------------ | ---- | ---------------------- | ---------- | ---------- |
| TP Englebert | 6-4  | Etoile Filante de Lomé | 5-0        | 1-4        |